# Nikolai Kardaixov
Nikolai Semiónovitx Kardaixov, rus: Николай Семёнович Кардашёв (Moscou, 25 d'abril de 1932 - 3 d'agost de 2019), va ser un astrofísic rus, i el subdirector de l'Institut d'Investigació Espacial de l'Acadèmia de Ciències de Rússia. Es va graduar a la Universitat Estatal de Moscou el 1955, desenvolupant la seva activitat científica a l'Institut Astronòmic Sternberg (Moscou). Va ser alumne de Ióssif Xklovski, i va finalitzar el seu doctorat el 1962.
El 1963 Kardaixov va examinar un quàsar, CTA-102, el primer esforç soviètic en la recerca d'intel·ligència extraterrestre (SETI). En aquest treball, va elaborar la idea que algunes civilitzacions galàctiques estarien a milions o bilions d'anys al davant nostre, i va desenvolupar una escala que mesura el grau d'evolució tecnològica d'una civilització: l'Escala de Kardaixov.
Kardaixov va arribar a ser un membre associat de l'Acadèmia Soviètica de les Ciències, Divisió de Física General i Astronomia el 12 de desembre de 1976. Es va convertir en un membre permanent de l'Acadèmia Russa de les Ciències el 12 de març de 1994.